# Église Saint-Pierre de Chissey-lès-Mâcon
L'église Saint-Pierre est une église romane située sur le territoire de la commune de Chissey-lès-Mâcon, à 32 km au nord-ouest de Mâcon, dans le département français de Saône-et-Loire en région Bourgogne-Franche-Comté. Elle relève à ce titre de la paroisse Saint-Augustin-en-Nord-Clunisois, qui a son siège à Ameugny.

## Historique
L'église de Chissey-lès-Mâcon a été construite au XIIe siècle : de cet édifice roman ne subsistent que la nef et le clocher.
Lors de travaux d'agrandissement au XIXe siècle, le chevet roman d'origine a été détruit et remplacé par un portail, tandis qu'un transept et une nouvelle abside étaient construits à l'ouest, donnant à l'église son orientation peu conventionnelle : façade principale à l'est et chevet à l'ouest.
La nef et le clocher font l'objet d'un classement au titre des monuments historiques depuis le 7 février 1935, tandis que le reste de l'église ne fait que l'objet d'une inscription, et ce depuis le 28 février 1927.
L'une de ses plus anciennes représentations est un dessin réalisé en 1848 par Rousselot, inspecteur des Forêts (volume conservé à l'Académie de Mâcon).

## Architecture

### Architecture extérieure
La façade nord, soutenue par d'élégants contreforts à peine plus épais que des pilastres et percée de nombreux trous de boulin, est ornée d'un portail en ressaut encadré de colonnes à chapiteaux sculptés et surmonté d'un tympan à ornement polylobé.
La façade orientale est surmontée du clocher roman. Ce dernier, surmonté d'une flèche, présente trois registres percés sur chaque face d'une simple baie cintrée pour le premier, d'une baie aveugle pour le second et de baies géminées à colonnettes inscrites dans un décor de bandes lombardes pour le troisième.
L'église possède par ailleurs des éléments de style néo-roman :
- le portail qui orne la façade orientale
- le chevet situé à l'ouest, constitué d'une abside semi-circulaire rythmée par des pilastres interrompus avant la corniche.

### Architecture intérieure
La nef est couverte d'une voûte en berceau brisé soutenue par de puissants arcs doubleaux.
Les murs de la nef sont ornés d'arcs de décharge transversaux et de colonnes engagées.
Ces colonnes engagées sont ornées de chapiteaux sculptés remarquables représentant David contre Goliath, le roi David, l'Annonciation, la Nativité ou des dragons affrontés.

## Culte
Édifice consacré du diocèse d'Autun relevant de la paroisse Saint-Augustin-en-Nord-Clunisois (siège à Ameugny) – qui en est affectataire au titre de la loi de 1905 –, l'église de Chissey-lès-Mâcon est, plusieurs siècles après sa construction, un lieu de culte catholique.